# Richard Erwin
Richard Cannon Erwin (* 23. August 1923 in Marion, McDowell County, North Carolina; † 7. November 2006 in Winston-Salem, North Carolina) war ein US-amerikanischer Jurist und Politiker. Nach seiner Berufung durch Präsident Jimmy Carter fungierte er von 1980 bis 1992 als Bundesrichter.

## Werdegang
Nach dem Schulbesuch trat Richard Erwin während des Zweiten Weltkrieges der US Army bei, in der er von 1943 bis 1946 diente und bis zum Sergeant aufstieg. Anschließend nahm er ein Studium an der Johnson C. Smith University auf, einer historischen afroamerikanischen Hochschule, und schloss dort 1947 mit dem Bachelor of Arts ab. Anschließend absolvierte er die Law School der Howard University in Washington, D.C. und erwarb dort 1951 den Bachelor of Laws, woraufhin er in Winston-Salem als Jurist zu praktizieren begann. 1974 wurde er dann als Demokrat in das Repräsentantenhaus von North Carolina gewählt, in dem er bis 1977 verblieb. In diesem Jahr berief ihn Gouverneur Jim Hunt an den North Carolina Court of Appeals, das höchste Berufungsgericht des Staates. 1978 wurde er dann in einer Wahl bestätigt und war damit der erste Afroamerikaner seit dem Ende der Reconstruction, der in North Carolina eine staatsweite Wahl gewann.
Am 11. Juni 1980 wurde Erwin durch Präsident Carter zum Richter am Bundesbezirksgericht für den mittleren Distrikt von North Carolina ernannt; der betreffende Sitz war zuvor neu eingerichtet worden. Nach der Bestätigung durch den US-Senat, die am 29. September desselben Jahres erfolgte, konnte er sein Amt drei Tage später antreten. Ab 1988 stand er diesem Bundesgericht als Chief Judge vor. Am 22. September 1992 wechselte er in den Senior Status und ging damit faktisch in den Ruhestand. Sein Sitz fiel an James A. Beaty; den Vorsitz des Gerichts übernahm Frank William Bullock. Richard Erwin starb am 7. November 2006 an den Folgen der Alzheimer-Krankheit.